# Felipe Amadeo Flores Espinosa
Felipe Amadeo Flores Espinosa (Cotaxtla, Veracruz; 5 de febrero de 1947) es un político mexicano.
A lo largo de su carrera política se ha desempeñado dentro de las filas del Partido Revolucionario Institucional, lo que lo ha llevado a ser Precandidato de dicho Partido a la Gubernatura del Estado de Veracruz y donde ha sido Secretario General en una ocasión y Presidente en dos períodos del Comité Directivo Estatal, Delegado del partido en todos los distritos electorales locales y delegado del Comité Ejecutivo Nacional del PRI en Guerrero, Presidente de la Fundación Colosio en el Estado de Veracruz, así como Diputado local en Veracruz por dos ocasiones (Presidente de la Mesa Directiva en ambas legislaturas) y Diputado federal también en dos ocasiones, la última de ellas en la LXI Legislatura del Congreso de la Unión, donde perteneció a las Comisiones de Seguridad Pública (Secretario), Vivienda, Justicia, Especial del Café y Observador permanente ante el Parlamento Centroamericano y se desempeñó como Vicepresidente de la Mesa Directiva en 2011.
Entre otros puestos en la administración pública estatal ha sido: Magistrado Presidente del Tribunal Fiscal, Director General de Seguridad Pública, Secretario General de Gobierno, Secretario Ejecutivo del Consejo Estatal de Seguridad Pública y Procurador General de Justicia del Estado de Veracruz.
Dentro del gobierno federal ocupó la titularidad de la Dirección General de Desarrollo Agrario en la Secretaria de Desarrollo Agrario, Territorial y Urbano (SEDATU).
- Datos: Q5858074